# 브라질노랑이빨캐비
브라질노랑이빨캐비(Galea flavidens)는 천축서과에 속하는 남아메리카 설치류의 일종이다. 브라질에서 발견된다. 브라질노랑이빨캐비는 겨우 몇 번 관찰된 사실에도 불구하고, 국제 자연 보전 연맹(IUCN)이 "관심대상종"으로 지정하고 있다. 널리 분포하고 이주성이 아주 높은 동물이기 때문에 전체적인 개체군의 즉각적인 위협은 없다. 다른 종들과 마찬가지로 가까운 미래의 가장 큰 문제는 사람들의 서식지 침범이다. 브라질노랑이빨캐비는 아주 마구잡이로 짝짓기를 하며, 암컷은 정기적으로 여러 수컷과 짝짓기를 한다.